# Kaus Borealis
Kaus Borealis (λ Sagittarii / λ Sgr / 22 Sagittarii) és un estel a la Constel·lació del Sagitari de magnitud aparent +2,81.

## Nom
Kaus Borealis està situada en la part superior de l'arc, d'on prové el seu nom: Kaus, de l'àrab «arc», i Borealis del llatí «boreal», «al nord». Sota s'hi troben els altres estels de l'arc, Kaus Medius (δ Sagittarii) i Kaus Australis (ε Sagittarii). Al costat de Polis (μ Sagittarii) pot haver estat l'Anu-ni-tum accadi, associat amb la deessa Ixtar.

## Localització
Just a l'oest de Kaus Borealis i sobre la Nebulosa de la Llacuna se situa el solstici d'hivern, el punt més meridional del recorregut del Sol a través del cel. Estant a prop de l'eclíptica, Kaus Borealis de vegades és ocultada per la Lluna i ocasionalment per planetes. L'últim planeta que la va ocultar va ser Venus el 19 de novembre de 1984 i anteriorment ho havia fet Mercuri el 5 de desembre de 1865.
Kaus Borealis està a 77 anys llum del sistema solar. Dins de 432.000 anys tindrà lloc el seu màxim acostament a la Terra, quan estarà a 35 anys llum; en aquest moment, la seva lluentor aconseguirà magnitud +1,06.

## Característiques
Kaus Borealis és una gegant taronja de tipus espectral K1IIIb semblant a Pòl·lux (β Geminorum). Amb una temperatura superficial de 4.700 K, té una lluminositat 52 vegades major que la del Sol. La mesura del seu diàmetre angular, 0,0044 segons d'arc, permet calcular el seu radi, 11 vegades més gran que el radi solar. Així mateix és una font de rajos X, la qual cosa indica que té certa activitat magnètica. Té una massa aproximada de 2,3 masses solars.
La composició química de Kaus Borealis és semblant a la solar, i el seu índex de metal·licitat —abundància relativa d'elements més pesats que l'heli— és [M/H] = -0,04.